# Žlutá vlajka

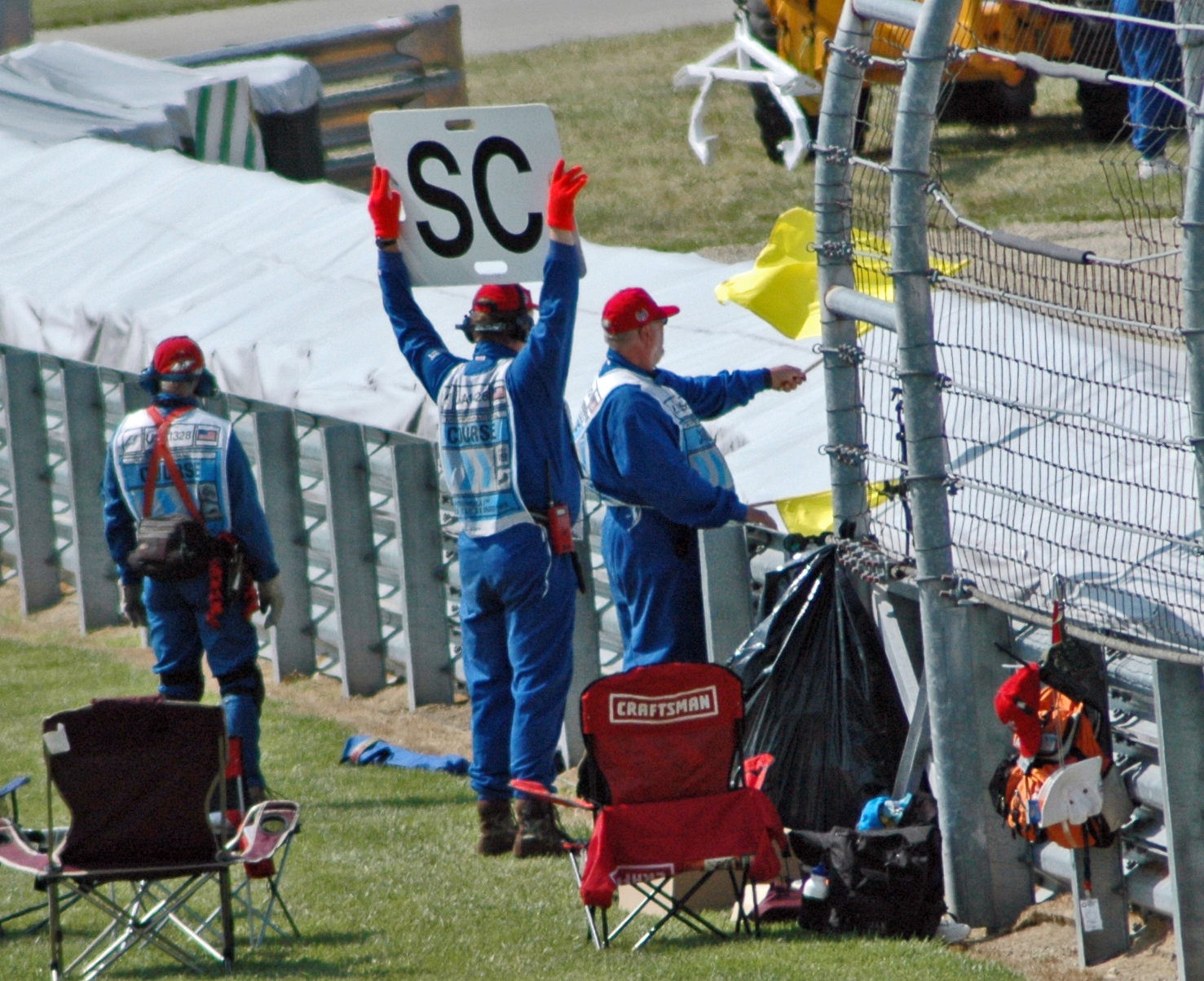
Žlutá vlajka spolu se symbolem SC - pro bezpečnostní vozidlo (závod Formule 1 v USA 2005

Žlutá vlajka slouží při automobilových závodech k signalizaci pro zpomalení vozů z důvodů nebezpečí na trati (např. u Formule 1). Většinou se používá v případě nehody některého nebo některých vozů. V úseku označeném vyvěšením žluté vlajky se nesmí předjíždět. Pokud se na vozovku vylije olej, je spolu se žlutou vlajkou vyvěšena další se žluto-červenými pruhy, tzv. „pyžamo“. Její vyvěšení znamená, že v úseku označeném vlajkami je zvýšené nebezpečí smyku v důsledku úniku oleje.
Dříve se žlutá vlajka používala v námořní signalizaci jako označení lodi s nebezpečnou nákazou. Námořníci z takto označených lodí nesměli v přístavu chodit na břeh.